# Джеймс Ъруин
Джеймс Бенсън Ъруин (на английски: James Benson Irwin) e бивш американски астронавт, летял на Аполо 15 и осмият от дванадесетте хора стъпили на Луната.

## Биография
Ъруин е роден на 17 март 1930 г. в Питсбърг, Пенсилвания. Получава бакалавърска степен от Американската военноморска академия през 1944 г. и магистърски степени по аерокосмическо инженерство от Мичиганския университет през 1957 г.
Избран е за астронавт от НАСА през април 1966 година.

## Полет в космоса
Джеймс Ъруин е летял в космоса като член на екипажа на Аполо 15 от (26 юли – 7 август 1971) г. като пилот на лунния модул. Тази мисия е първата, която работи с Лунар Роувър и Ъруин става първият пътник на превозното средство, тъй като Дейвид Скот, като командир на мисията, е водач.
| Космически полет на Джеймс Ъруин                                  | Космически полет на Джеймс Ъруин | Космически полет на Джеймс Ъруин | Космически полет на Джеймс Ъруин | Космически полет на Джеймс Ъруин   |
| №                                                                 | Дата                             | КК                               | Функции                          | Продължителност                    |
| ----------------------------------------------------------------- | -------------------------------- | -------------------------------- | -------------------------------- | ---------------------------------- |
| 1                                                                 | 26 юли 1971                      | „Аполо 15“                       | Пилот на лунния модул            | 12 денонощия 7 часа 11 мин 53 сек. |
| Сумарно време в космоса – 12 денонощия 7 часа 11 минути и 53 сек. |                                  |                                  |                                  |                                    |

Има 3 излизания в безвъздушното пространство – на лунната повърхност, с продължителност 18 часа и 35 минути.

## След НАСА
Ъруин умира от инфаркт през 1991 г. и става първият починал от 12-те астронавти стъпили на Луната.